# Vera Alexandrova
Vera Alexandrova, née Lokman (8 septembre 1893, à Moscou - 1er novembre 1968, à Sigtuna) est une danseuse et chorégraphe suédoise d'origine russe. Elle est connue aussi comme poétesse.

## Biographie
Vera Alexandrova est née en 1893 à Moscou (ou selon certaines sources à Riga). Elle est diplômée en 1918 de l'école de musique et d'art dramatique de la Société philharmonique de Moscou (aujourd'hui GITIS), où sa spécialité était le ballet et l'art dramatique. Elle s'enfuit ensuite à Tallinn où elle est danseuse et chorégraphe au théâtre d'opéra et de ballet. Elle épouse en 1923 un ingénieur suédois, Ernst Gösta Lundquist, de Göteborg, où elle écouvre une école de danse pour enfants et adultes. En 1926, le jeune ménage s'installe à Stockholm où elle poursuit ses activités d'enseignement. Dans les années 1920-1930, l'école de Vera Alexandrova est au sommet de sa popularité; on y enseigne aussi bien la danse classique que la danse plastique, à la mode à l'époque. Elle prend part à des spectacles de ballet et en outre écrit des critiques de ballet en langue suédoise, surtout pour le journal Scenen.
Les idées d'Isadora Duncan exercent une grande influence sur elle, sur fond d'émancipation féminine et de danse libre. De nombreux étudiants d'Alexandrova sont devenus des danseurs, des chorégraphes et des professeurs de danse célèbres, dont Birgit Cullberg, Marta Toren, Elsa-Marianne von Rosen, Ivo Cramer et Eva Dahlgren. La future photographe Anna Riwkin-Brick a étudié chez Alexandrova, mais a dû arrêter la danse à cause d'une blessure à la jambe.
Le 19 juin 1937, Vera Alexandrova épouse en secondes noces l'écrivain Peder Sjögren à l'église d'Engelbrekt de Stockholm, mais is se séparent au début des années 1950. Elle commence à écrire à cette époque, en particulier un recueil de miniatures lyriques intitulé «Katedralen i berget» (1941), recevant les louanges de la critique. Dans les années 1940, elle enseigne la gymnastique rythmique à l'initiative de Gerta Svensson aux ouvrières d'une fabrique de tabac de Stockholm. Elle en fait une description claire et poétique dans son livre «Maskinen och blomman», publié en 1944. Elle publie cette année-là un recueil de poésies intitulé «Femina sum». En outre, Vera Alexandrova aborde le thème de la religion, notamment dans son livre «Skogen Stockholm» (1945). Elle est élevée dans la foi orthodoxe, mais elle se convertit à l'âge adulte au catholicisme. De 1949 à 1950, elle publie deux romans autobiographiques, «Sandal och sidensko» et «Träduvor i parken», consacrés à son enfance et à sa jeunesse en Russie.
Vera Alexandrova meurt à Sigtuna en 1968 et est enterré dans la partie catholique du cimetière du Nord de Stockholm.